# United Kingdom Athletics
L'UK Athletics est la fédération d'athlétisme du Royaume-Uni. Créée en 1999, elle est membre de l'Association européenne d'athlétisme et de l'IAAF et elle est présidée par Lynn Davies. Elle remplace la British Athletics Federation (BAF) dissoute en 1999 pour des raisons financières et juridiques (cas Diane Modahl) et son siège est désormais à Birmingham dans les West Midlands. Depuis 2013, elle utilise la marque commerciale British Athletics.

## Historique
Son ancêtre, l'AAA, est créé en 1880. La fédération britannique s'affilie à l'IAAF seulement en 1932.
Chaque nation constitutive possède sa propre fédération : England Athletics pour l'Angleterre, scottishathletics pour l'Écosse, Welsh Athletics (Athletau Cymru) pour le Pays de Galles et Athletics Northern Ireland pour l'Irlande du Nord.
Son principal sponsor est Sainsbury's qui succède à Aviva.

## Conseil fédéral
- Président :
  -  Lynn Davies
- Représentants nationaux :
  - Angleterre :  John Graves
  - Écosse :  Frank Dick
  - Pays de Galles :  Lynette Harries
  - Irlande du Nord :  Roy Corry